# Love Is Gonna Call
Love Is Gonna Call er det syvende studiealbum fra den danske sangerinde Sanne Salomonsen, der udkom i 1990 på Virgin Records. Albummet er den engelske udgave af sangerindens forrige album, Sanne (1990).

## Spor
| #   | Titel                 | Tekst                           | Musik       | Længde |
| --- | --------------------- | ------------------------------- | ----------- | ------ |
| 1.  | "Love Is Gonna Call"  | Stig Kreutzfeldt, Thomas Helmig | Kreutzfeldt | 4:28   |
| 2.  | "If You Could See"    | Per Gessle                      | Kreutzfeldt | 4:05   |
| 3.  | "Without Love"        | Kreutzfeldt, Jens Rugsted       | Rugsted     | 3:46   |
| 4.  | "Mountain"            | Rugsted                         | Rugsted     | 4:00   |
| 5.  | "Think of Me"         | Rugsted                         | Rugsted     | 4:28   |
| 6.  | "Roxanne"             | Helmig                          | Rugsted     | 3:59   |
| 7.  | "What Did You Do"     | Rugsted                         | Rugsted     | 3:41   |
| 8.  | "Wait Until Tomorrow" | Kreutzfeldt                     | Rugsted     | 4:20   |
| 9.  | "Only Reason"         | Kreutzfeldt                     | Rugsted     | 4:25   |
| 10. | "Feel It Within"      | Rugsted                         | Rugsted     | 3:35   |

## Medvirkende
- Sanne Salomonsen – vokal
- Stig Kreutzfeldt – keyboard, trommeprogrammering, percussion, kor, tekniker
- Jens Rugsted – bas, guitar, keyboard, kor, trommeprogrammering, mundharmonika
- Jacob Jackson Andersen – percussion, keyboard, trommeprogrammering
- Aske Jacoby – guitar
- Captain Malbert – guitar, mundharmonika
- Peter Ljung – keyboard
- Hanne Boel – kor
- Michael Elo – kor
- Søren Sko – kor
- Nanna Lüders – kor
- Miss Mia – kor
- Flemming Ostermann – kor
- T. Wuzznip – kor
- Greg Walsh – producer, mixer, yderligere instrumenter og programmering
- Martin Mosby-Karaoglan – tekniker
- Kim Petersen – tekniker
- Niels Erik Lund – tekniker